# Округ Лејн (Орегон)
Округ Лејн (енгл. Lane County) је округ у америчкој савезној држави Орегон.

## Демографија
По попису из 2010. године број становника је 351.715, што је 28.756 (8,9%) становника више него 2000. године.
| Група             | 2000.           | 2010.           |
| Белци             | 286.075 (88,6%) | 297.808 (84,7%) |
| Афроамериканци    | 2.506 (0,8%)    | 3.369 (1,0%)    |
| Азијати           | 6.470 (2,0%)    | 8.322 (2,4%)    |
| Хиспаноамериканци | 14.874 (4,6%)   | 26.167 (7,4%)   |
| Укупно            | 322.959         | 351.715         |